# Караоба (Казталовський район)
Карао́ба (каз. Қараоба) — село у складі Казталовського району Західноказахстанської області Казахстану. Адміністративний центр Караобинського сільського округу.
Населення — 1153 особи (2021; 1252 у 2009, 1414 у 1999, 1234 у 1989).